# Salix
Salix es un género compuesto de unas cuatrocientas especies de árboles y arbustos caducifolios dentro de la familia Salicaceae, se distribuyen principalmente por las zonas frías y templadas del Hemisferio Norte, con preferencia por tierras húmedas.
Los miembros de este género se denominan comúnmente "sauces";  entre ellos se cuenta la especie más extensamente cultivada en todo el mundo, el sauce llorón o sauce de Babilonia (S. babylonica).

## Descripción

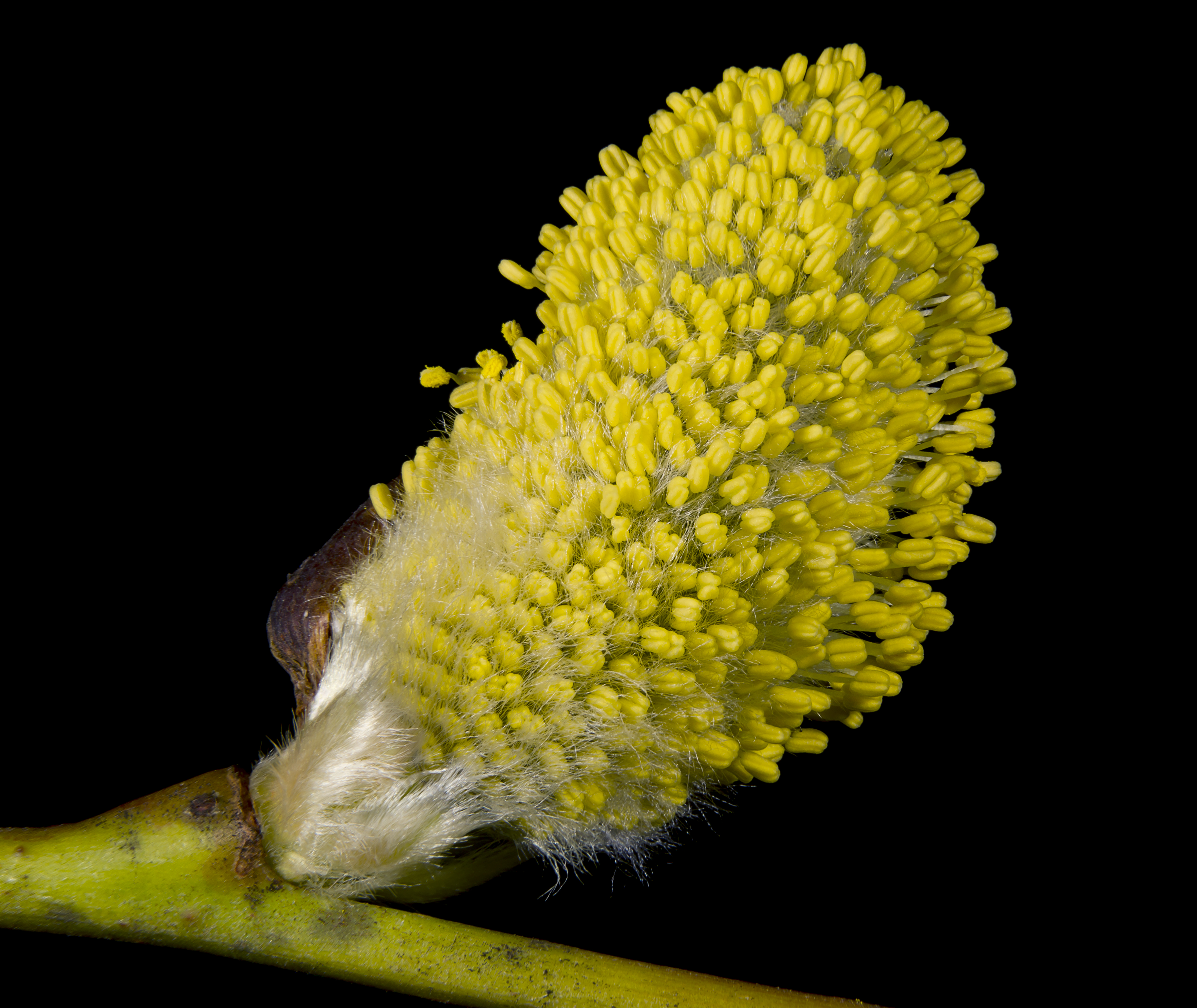
Inflorescencia de sauce.

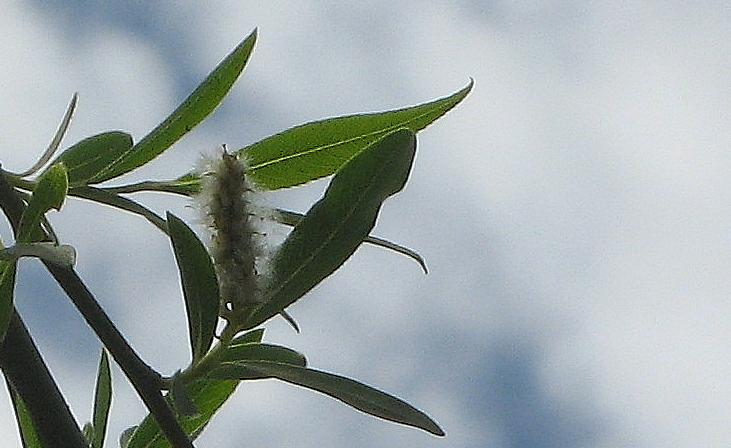
Hoja de sauce chileno.

La madera de los sauces es dura y flexible. Poseen esbeltas y fibrosas ramas y a menudo raíces estoloníferas, cuyas características más notables son su dureza, longitud y resistencia. También desarrollan fácilmente raíces aéreas.
Las hojas son típicamente elongadas, aunque también pueden ser redondas u ovales, con frecuencia de bordes serrados (en forma de sierra). La mayoría de las especies son caducifolias o semiperennes.
Son plantas dioicas (flores masculinas y femeninas en diferentes plantas). Los amentos surgen a principios de la primavera, a menudo antes que las hojas o al mismo tiempo.
La fertilización cruzada es muy frecuente entre los miembros del género, por lo que se dan numerosos híbridos, tanto de forma natural como en cultivo.
Algunas especies, en especial las árticas y alpinas son arbustos de crecimiento bajo o rastrero, como el sauce que Carlos Linneo consideró el árbol más pequeño del mundo Salix herbacea que no supera los 6 cm de altura aunque se extiende profusamente por el suelo. Otras, como el sauce negro norteamericano (Salix nigra) puede medir 35 m. El sauce llorón tiene ramas finas y elásticas pobladas por numerosas hojas doradas y pequeñas. Es un árbol de talla media dentro de la familia, llegando este a medir entre 8 y 12 m.

## Usos
Varias especies se cultivan como ornamentales, especialmente las de porte llorón, Salix babylonica y Salix alba var. pendula.
Otras especies brindan mimbres para cestería, como la mimbrera (Salix fragilis).

### Usos medicinales
La corteza de sauce ha sido mencionada en antiguos textos de Asiria, Sumeria y Egipto como un remedio contra los dolores y fiebre, el médico griego Hipócrates escribió acerca de sus propiedades medicinales hacia el siglo V a. C.
Los indígenas americanos centraron en ella la base de sus tratamientos médicos.
El extracto activo de la corteza llamado salicina, fue aislado en su forma cristalina en 1828 por Henry Leroux, un farmacéutico francés y el químico italiano Raffaele Piria, quien entonces tuvo éxito en separar el ácido en su estado puro, la salicina es ácida en una solución saturada en agua, y es llamada ácido salicílico por esa razón. En 1897 Felix Hoffman crea una versión sintéticamente alterada (en este caso derivada de la planta Spiraea) que era menos problemática para la digestión que el ácido salicílico puro.  La nueva sustancia, ácido acetil-salicílico fue nombrada aspirina por la empresa farmacéutica Bayer AG. Esto le dio una gran importancia al clasificarse como medicamento no esteroideo antiinflamatorio.

## Taxonomía
El género fue descrito por Carlos Linneo y publicado en Species Plantarum 2: 1015. 1753. La especie tipo es: Salix alba L. 
Etimología
Salix: nombre genérico latín del griego isalos que significa línea de flotación o para el sauce, sus ramas y madera.